# Siedlung Holzhaus

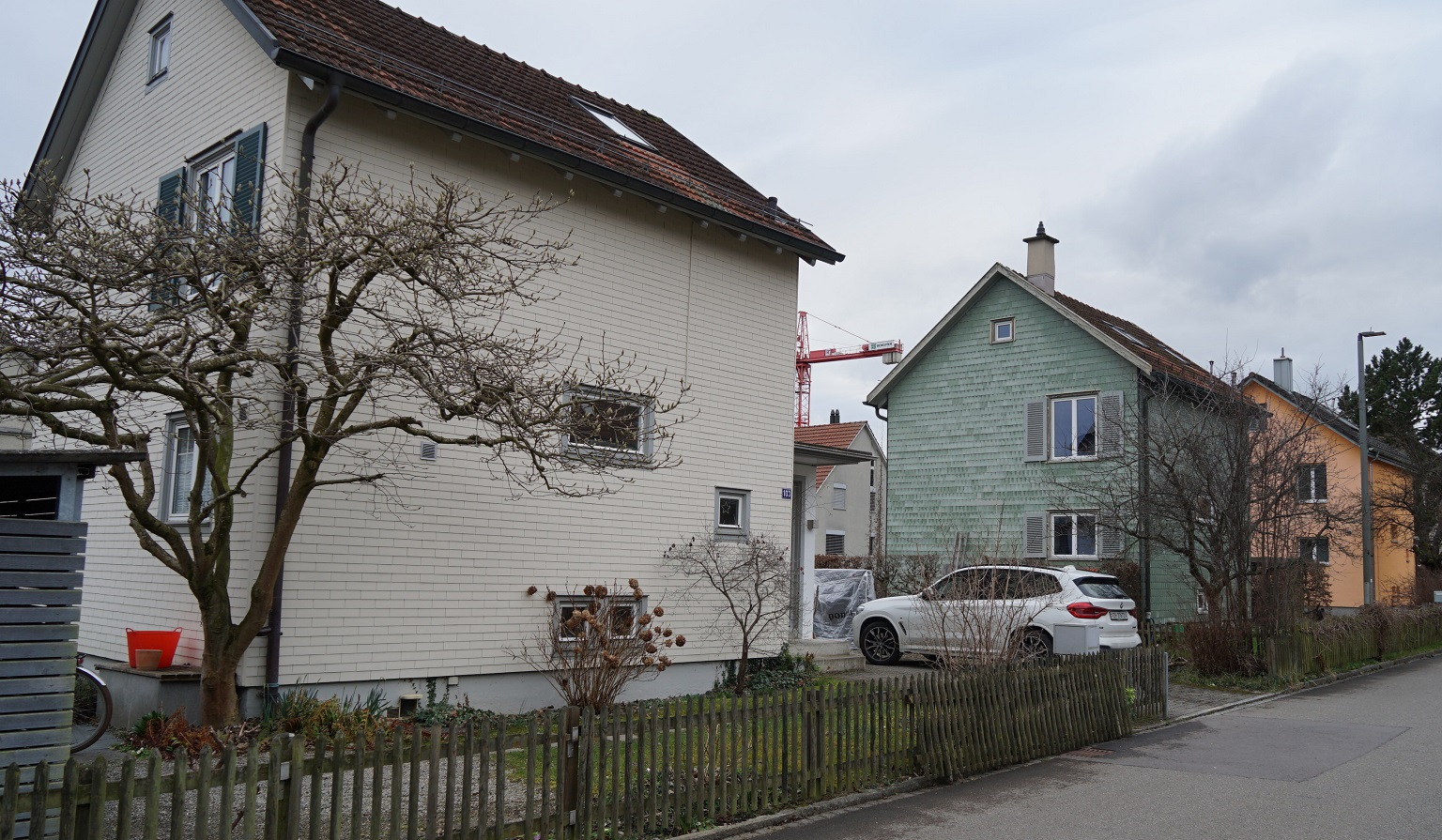
Teilansicht von Osten (2023)

Die Siedlung «Holzhaus» in Winterthur im Schweizer Kanton Zürich ist eine Reihensiedlung, die durch den Architekten Franz Scheibler geplant und in den 1930er Jahren errichtet wurde.

## Lage und Umfang
Die Siedlung gehört zum Quartier Weinberg in Winterthur-Wülflingen. Sie umfasst elf freistehende Einzelhäuser und ein Reihenhaus mit den Hausnummern Weststrasse 101–111 und 113. Nördlich verläuft die Bahnstrecke nach Schaffhausen. An den Kinderspielplatz im Osten schliesst sich eine grössere Siedlung mit konventionellen Reihenhäusern an. Die Siedlungen gehören zum «Ortsbild von nationaler Bedeutung» im Inventar der schützenswerten Ortsbilder der Schweiz (ISOS).

## Geschichte
Franz Scheibler hatte einen Wettbewerb der Arbeitsgemeinschaft «Lignum» der Schweizer Architekten gewonnen. In der Krisenzeit überzeugte er den Zimmermeisterverband für den Bau von «Minimalhäusern». In der waldreichen Gegend war Holz ein billiges Baumaterial. Standardisierung und Vorfabrikation verhalfen den Zimmereien im Winter zu Arbeit. Die einzelnen Häuser der Siedlung wurden in wenigen Monaten Bauzeit in den Jahren von 1931 bis 1934 errichtet. Die reinen Baukosten der Einzelhäuser lagen bei 26'850 Franken, was eine monatliche Gesamtbelastung von 130 Franken ausmachte.
Nach Brossard und Oederlin entsprachen die Häuser 1997 «immer noch den heutigen Wohnanforderungen und können als Vorbild für den Neubau von kleinen Eigenheimen dienen». Die Grundrisse wurden meist nur durch den Anbau von Garagen verändert und selten durch Anbauten vergrössert.

## Beschreibung

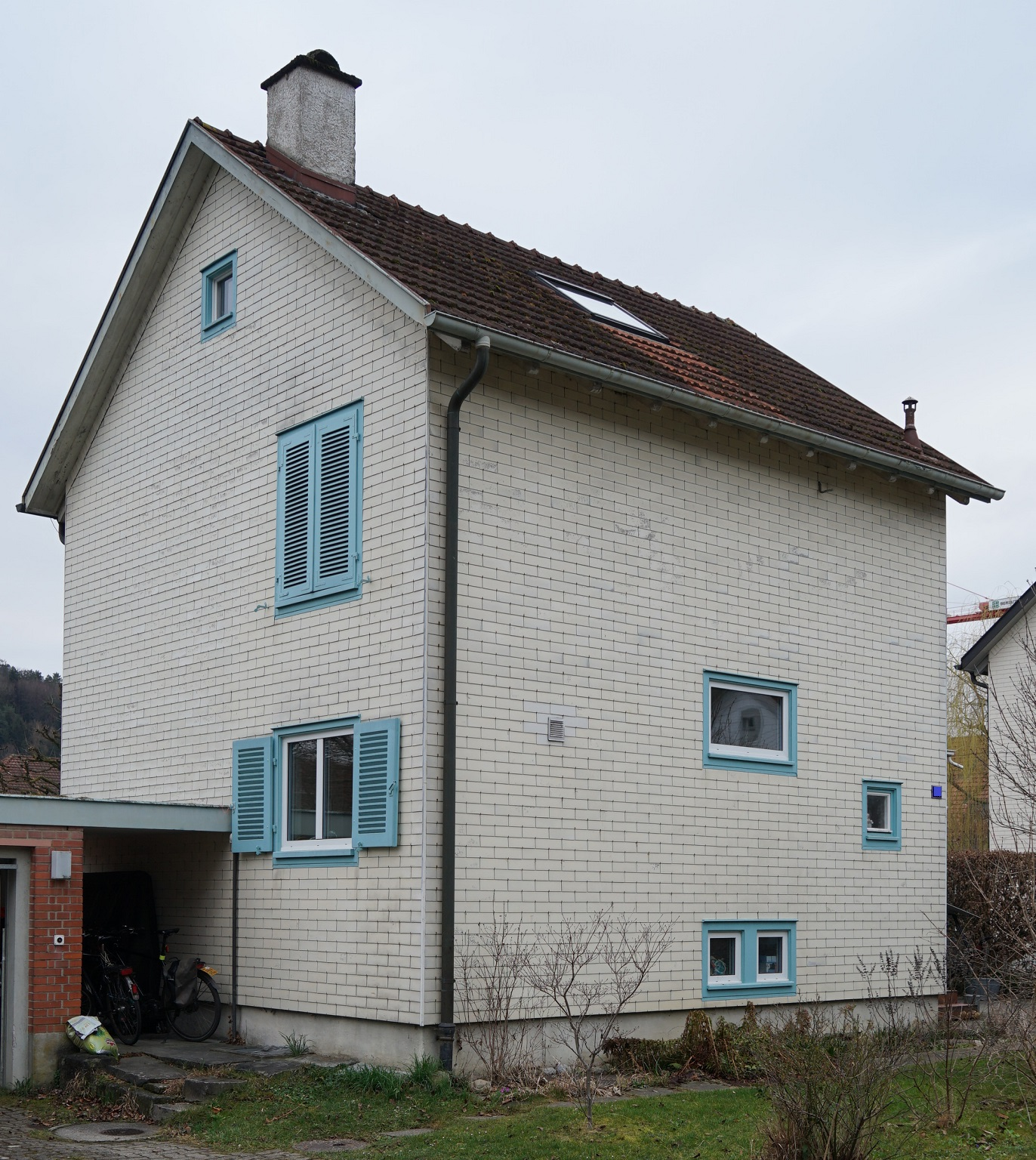
Holzhaus vom «Typ 2»

Die meisten der elf freistehenden Einfamilienhäuser haben einen quadratischen Grundriss («Typ 2»). Über dem Keller erheben sich zwei Geschosse und darüber ein Satteldach ohne Kniestock. Der umbaute Raum liegt bei 336 m³. Die Flächen werden dank kleinen Fluren gut ausgenützt. Im Obergeschoss ist ein Badezimmer eingebaut. Neben dem Schlafzimmer gibt es ein grösseres und ein kleineres Kinderzimmer. Neben dem Eingang liegt die Toilette, der Flur führt zu Küche und Treppe. Das grosse Wohn- und Esszimmer nimmt etwa drei Fünftel des Erdgeschosses ein. Alle Grundrisse sind einfach gegliedert.
Die Fassaden sind asymmetrisch angelegt. Ein flaches Dach führt um eine Ecke des Hauses und überdeckt den Eingangsbereich, einen Abstellraum und die Veranda. Dagegen haben die Häuser vom «Typ 3» grössere und aufwendiger gegliederte Grundrisse sowie einen Balkon über der Terrasse. Die Wohnzimmer von «Typ 3» haben eine glatte Fichtenwandvertäfelung, die von «Typ 2» eine Wandverkleidung aus Fichtensperrholz mit aufgesetzten Deckleisten. Das kleine Reihenhaus im Westen der Siedlung hat drei Wohneinheiten über schmalen Grundrissen vom «Typ 1».
Die Wandkonstruktion entsprach in der Dämmwirkung einer einen Meter starken Ziegelwand. Sie umfasste an der Aussenwand eine äussere Stülpschalung von 24 mm, eine 3 mm starke Papplage und eine Schrägschalung von 18 mm, die auf die Pfosten der 100 mm starken Ständer aufgenagelt ist. In den Hohlräumen wurde eine «Sottophon»-Haarmatte mit einer Stärke von 15 mm luftdicht eingeleistet. Die Innenwand umfasste eine 18 mm starke horizontale Schalung, 2 mm Filzkarton und 8 mm Fichtensperrholz, Der Wandaufbau zwei isolierende Luftschichten von je 40 mm.

## Verkehr
Auf der nahen Wülflingerstrasse verkehrt die Trolleybuslinie 2 von Stadtbus Winterthur.

## Belege
1. 1 2 3  Eine Schweizer Holzhaussiedlung. Von Architekt F. Scheibler in Winterthur. S. 8.
2. 1 2 3  Gilbert Brossard, Daniel Oederlin: Siedlung Holzhaus (D 7). S. 95.
3. ↑  Grundrisse in: Eine Schweizer Holzhaussiedlung. Von Architekt F. Scheibler in Winterthur. S. 8–15.
4. ↑  Eine Schweizer Holzhaussiedlung. Von Architekt F. Scheibler in Winterthur. S. 12–13.

Koordinaten: 47° 30′ 31,9″ N, 8° 42′ 30,3″ O; CH1903: 695655 / 262787